# Piatra Boroștenilor
Piatra Boroștenilor este o arie protejată de interes național ce corespunde categoriei a IV-a IUCN (rezervație naturală de tip mixt), situată în județul Gorj, pe teritoriul administrativ al comunei Peștișani.

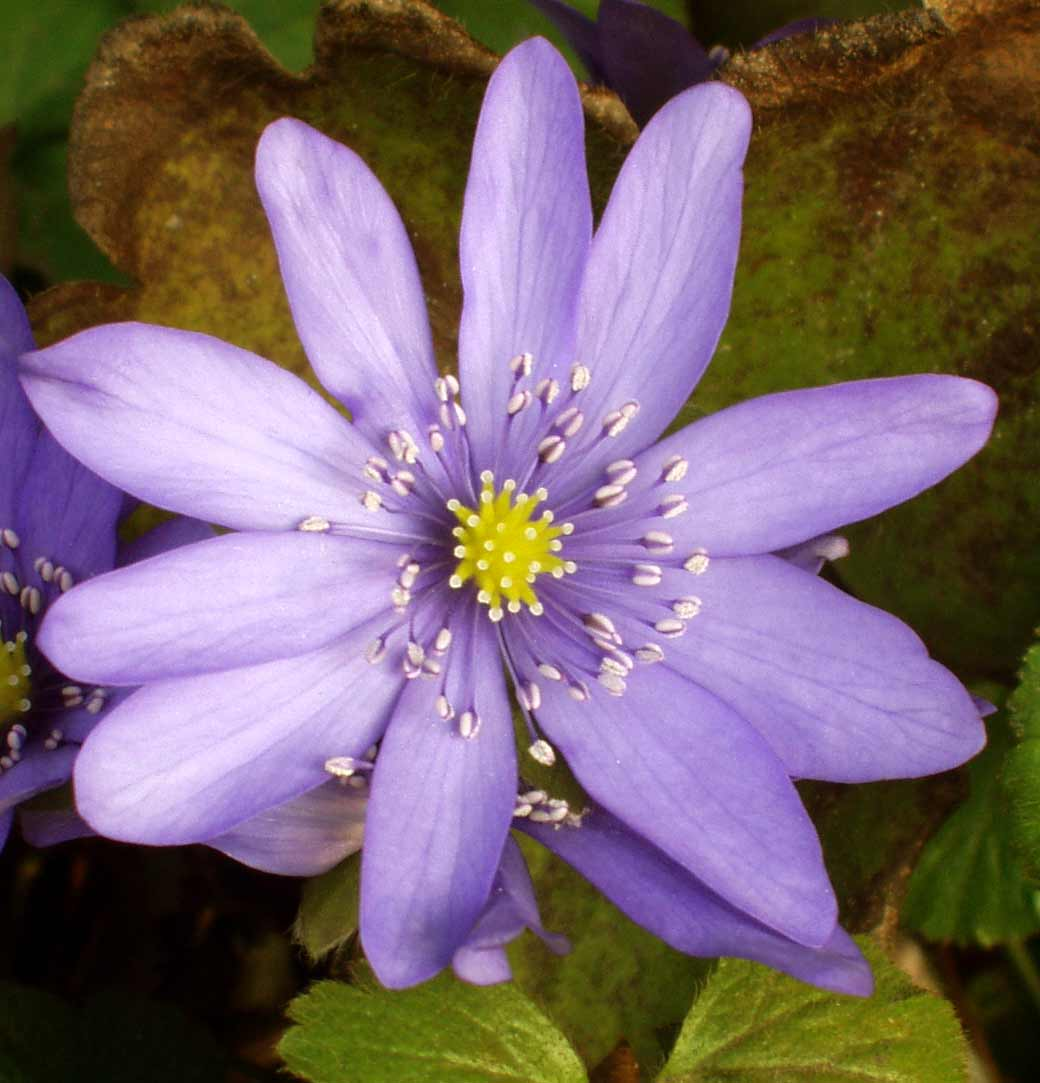
Crucea voinicului (Hepatica transsilvanica)

## Localizare
Aria protejată se află în Munții Vâlcan (în arealul Motru-Vâlcan), în partea nord-vestică a satului Boroșteni ce aparține comunei Peștișani.

## Descriere
Rezervația naturală Piatra Boroștenilor cu o suprafață de 28 de hectare a fost declarată arie protejată prin Legea Nr.5 din 6 martie 2000 (privind aprobarea Planului de amenajare a teritoriului național - Secțiunea a III-a - zone protejate) și reprezintă o zonă montană de interes geologic, floristic și peisagistic. 
În teritoriul rezervației vegetează specia rară de plantă de stâncărie cunoscută sub denumirea populară de crucea voinicului (Hepatica transsilvanica).